# Abfahrtstafel

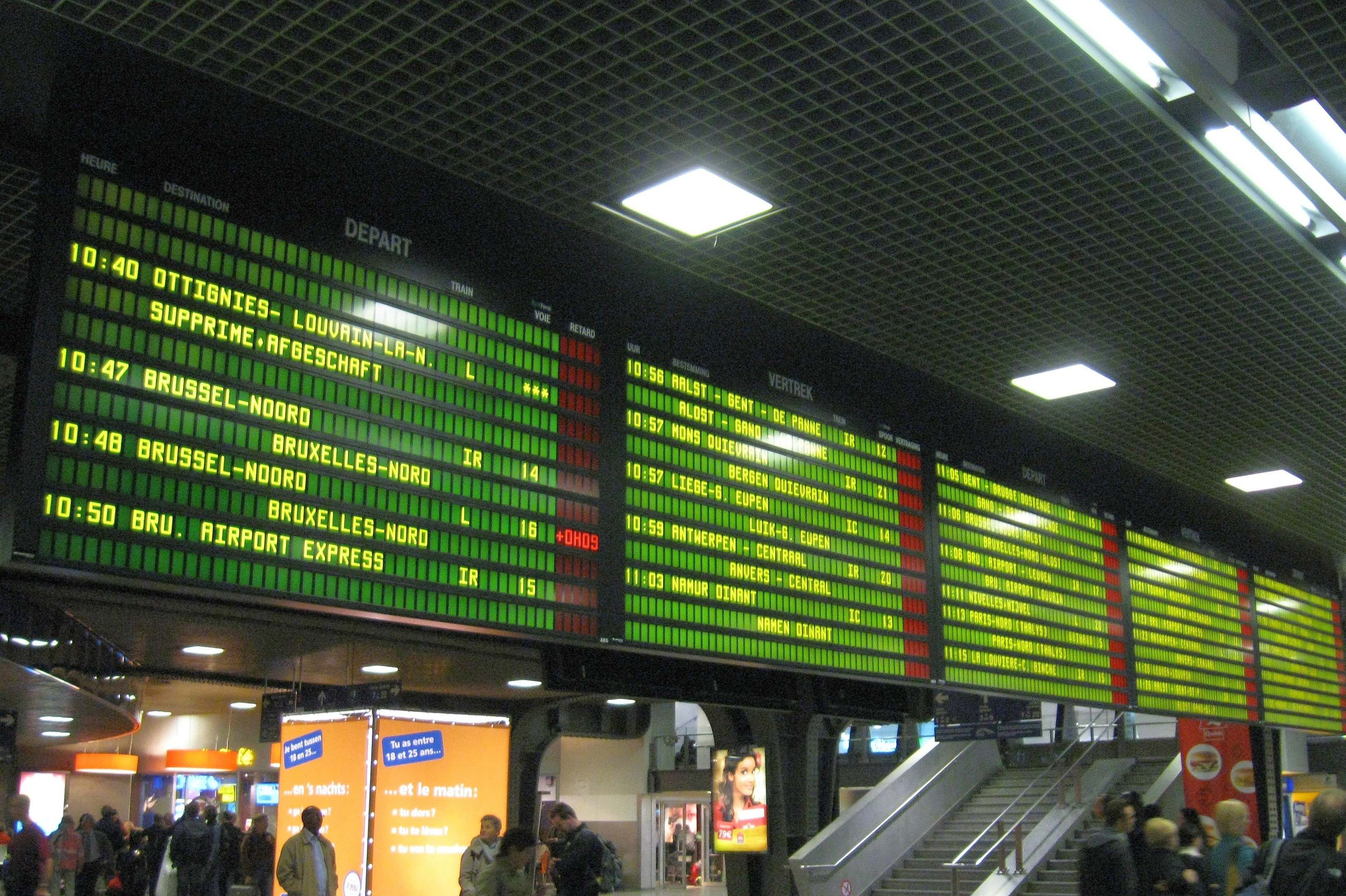
Dynamische Tafel, Bruxelles-Midi/Brussel-Zuid

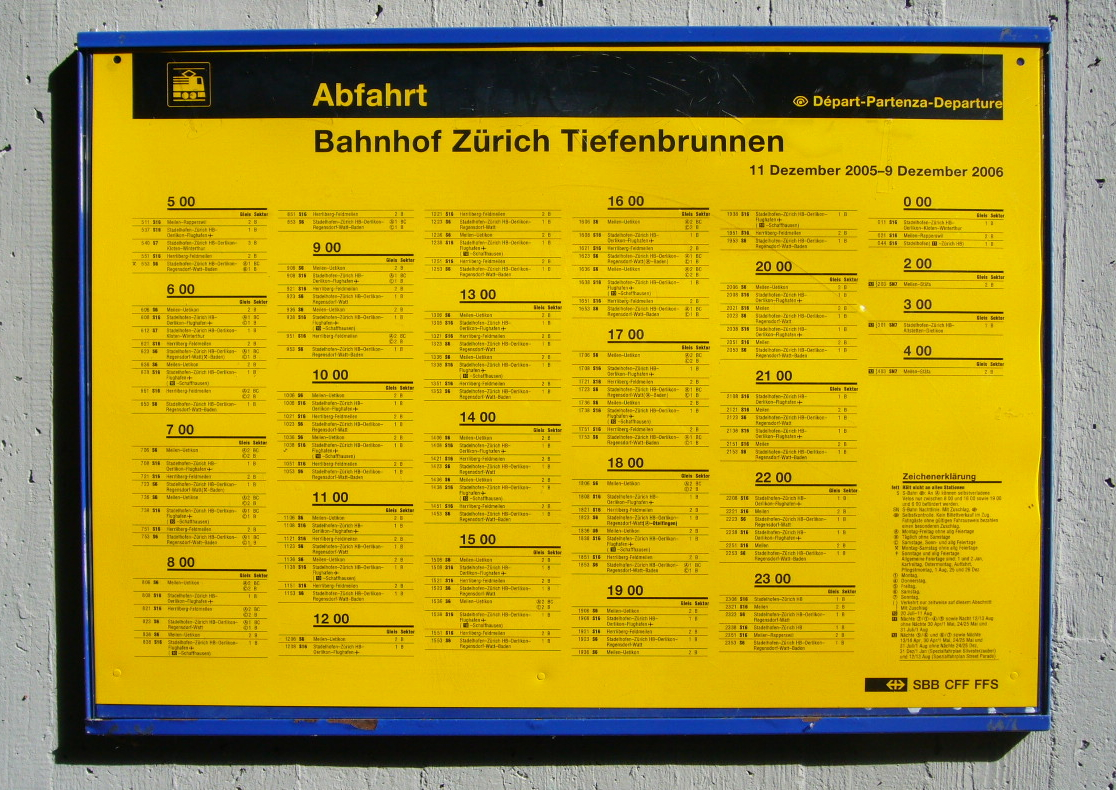
Abfahrtsplakat, Zürich Tiefenbrunnen

Eine Abfahrtstafel ist eine dynamische oder statische Anzeigetafel für Fahrgäste, die über abfahrende Linienverkehre informiert (sog. „planmäßige Abfahrt“). Ankunftstafeln informieren entsprechend über die ankommenden Verkehre. In der Schweiz werden statische Tafeln als Abfahrtsplakate bezeichnet. Auf Flughäfen spricht man von Abflugtafeln.

## Inhalt
Im Gegensatz zu Fahrplänen sind in beiden Tafeln normalerweise nur Zugrichtung, Abfahrts- oder Ankunftszeit, Zuggattung, Wagenklasse und Bahnsteig angegeben. Die Informationen sind überwiegend zeitlich sortiert, jedoch kann auch eine Sortierung nach Bahnstationen erfolgen.
In größeren Bahnhöfen gibt es oft noch zusätzlich zentrale Abfahrtstafeln, die auf einen Blick sämtliche abfahrenden Verkehrsmittel anzeigen. Meist wird dabei auch das zugehörige Gleis oder – etwa bei Bussen – die Abfahrtsstelle angezeigt.
An kleinen Bahnhöfen oder Haltepunkten gab es früher auch handgeschriebene Abfahrtstafeln.

## Technik bei dynamischen Anzeigen
Am häufigsten werden nach wie vor die so genannten Fallblattanzeiger verwendet. Sie bestehen aus einem Gehäuse mit rotierenden Plastikscheiben, welche zusammengesetzt die Ortsnamen ergeben. Die Scheiben können nahezu beliebig bedruckt werden und erlauben so eine individuelle Gestaltung. Andere Techniken sind etwa LCD-, LED- oder CRT-Anzeiger. Oft werden diese durch ihre Dynamik auch als Dynamische Fahrgastinformation (DFI) bezeichnet. Hierbei wird die genaue Zeit bis zur Abfahrt in Minuten, sehr selten in Sekunden angezeigt; es spielen oft Funk- und GPS-Ortung eine Rolle.